# Bułajewo
Bułajewo (kaz. Булаев) – miasto w północnym Kazachstanie, w obwodzie północnokazachstańskim. Liczy 9800 mieszkańców (2006). Ośrodek przemysłu spożywczego.